# Kjell Askildsen
Pour les articles homonymes, voir Askildsen.
Kjell Askildsen, né le 30 septembre 1929 à Mandal et mort le 23 septembre 2021, est un écrivain norvégien.

## Biographie
Son père est emprisonné pendant l'occupation de la Norvège par le Troisième Reich et ses deux frères aînés incarcérés au camp de concentration de Grini.
Il amorce sa carrière littéraire en publiant le recueil de nouvelles Heretter følger jeg deg helt hjem (1953), dont les descriptions très libres de la sexualité des personnages suscitent une polémique. À partir de 1955, il fait aussi paraître des romans, mais demeure surtout un grand nouvelliste, notamment dans Les Dernières Notes de Thomas F., et autres nouvelles (Thomas F' siste nedtegnelser til), recueil qui remporte en 1983 le prix littéraire des critiques norvégiens.
Il a également obtenu le prix Dobloug en 1995, le prix Brage en 1996 et le prix nordique de l'Académie suédoise en 2009.

## Œuvre

### Recueils de nouvelles
- Heretter følger jeg deg helt hjem (1953)
- Kulisser (1966)
- Ingenting for ingenting (1982)
- Thomas F' siste nedtegnelser til (1983) Publié en français sous le titre Les Dernières Notes de Thomas F., et autres nouvelles, traduit par Anne-Charlotte Rouleau et Éric Eydoux, Thaon, Éditions Amiot Lenganey, coll. « Domaine nordique », 1992, 206 p.  (ISBN 2-909033-22-8) ; réédition, Paris, Le Serpent à Plumes, coll. « Motifs » no 41, 1996  (ISBN 2-84261-011-3)
- En plutselig frigjørende tanke (1987)
- Et stort øde landskap (1991)
- Hundene i Tessaloniki (1996) Publié en français sous le titre Les Chiens de Thessalonique, traduit par Éric Eydoux et Nathalie Issard, Monaco/Paris, Le Serpent à Plumes, coll. « Fiction étrangère », 2002, 123 p.  (ISBN 2-84261-373-2)
- Samlede noveller (1999)
- Alt som før (2005)

### Romans
- Herr Leonard Leonard (1955)
- Davids bror (1957)
- Kulisser (1966)
- Omgivelser (1969)
- Kjære, kjære Oluf (1974)
- Hverdag (1976)